# Amurzet
Amurzet (russisk: Амурзет; jiddisch: אמורזעט) er en landsby (selo) i den Jødiske autonome oblast i det den fjernøstlige del af Rusland. Den har et indbyggertal på 3.953 (2021) indbyggere.
Amurzet er beliggende ved bredden af Amur ca. 180 km vest for oblastens hovedby Birobidzjan (250 km langs veje). Den blev grundlagt i 1928  og begyndte som et jødisk kollektivbrug. I årene mellem 1929 og 1939 var landsbyen et lokalt centrum for det jødiske samfund syd for Birobidzhan.

## Eksterne henvisning
- Amurset på Google Maps
- Amurzet,Map, Time Zone Arkiveret 2. februar 2009 hos  Wayback Machine
- Remote Far East Village Mobilizes for Purim Arkiveret 4. februar 2009 hos  Wayback Machine, The Federation of Jewish Communities of the CIS, 10. marts 2005
- 'Kohelet' Drama Group Opens a Theater Festival in Birobidjan Arkiveret 7. februar 2012 hos  Wayback Machine, The Federation of Jewish Communities of the CIS, 23. marts 2005